# Castello di Dornach
Il castello di Dornach si è un castello in rovina risalente all'XI secolo nei pressi della cittadina svizzera di Dornach su un costone roccioso a strapiombo sulla valle del fiume Birs.

## Storia
Fu costruito intorno all'XI secolo probabilmente su commissione della famiglia Pfeffingen, divenne successivamente proprietà della famiglia dei de Soyhières nel XII secolo, e nel XIII secolo passò alla casata Thierstein. Nel 1306 il Conte Sigmund de Thierstein-Farnsburg cedette il castello agli Asburgo d'Austria, che lo trasformarono in feudo ereditario.

Dopo aver subito pesanti danni a seguito della battaglia di Sempach nel 1386 gli Asburgo donarono il castello alla casata di Henmann von Efringen nel 1394. Nel 1485 la famiglia von Efringen cedette il castello alla municipalità di Soletta che ne acquisì la piena proprietà nel 1502, facendone la sede di un baliato che comprendeva oltre a Soletta le municipalità di Bättwil, Büren, Gempen, Hochwald, Hofstetten-Flüh, Metzerlen-Mariastein, Nuglar-Sankt Pantaleon, Rodersdorf, Seewen e Witterswil.